# Babakin
Babakin is een plaatsje in de regio Wheatbelt in West-Australië. Het ligt 235 kilometer ten oosten van Perth, 29 kilometer ten noordoosten van Corrigin en 35 kilometer ten zuidwesten van Bruce Rock.

## Geschiedenis
Ten tijde van de Europese kolonisatie leefden de Njakinjaki Nyungah Aborigines in de streek.
C. Heal (junior) nam er in 1873 een pastorale lease op. Hij noemde het Babakin. Babakin was de naam die de plaatselijke Aborigines aan de dingo gaven.
In 1914 ontstond Babakin aan een nevenspoor langs de spoorweg tussen Corrigin en Bruce Rock. Dat jaar werd ook begonnen met de bouw van een school. De school opende op 29 maart 1915. In 1918 werd een gemeenschapshuis ('Babakin Hall') geopend. Het originele houten gemeenschapshuis uit 1918 brandde in 1945 af. Een nieuw stenen gemeenschapshuis opende op 16 april 1955 de deuren.
De Babakin Store werd in 1928 gebouwd. Om graan in bulk te kunnen vervoeren werd in 1932 beslist twee graanzuigers in het dorp te vestigen. In april 1966 opende een nieuw schoolgebouw.

## 21e eeuw
Babakin maakt deel uit van het landbouwdistrict Shire of Bruce Rock.
Het heeft een gemeenschapscentrum, een basisschool, een winkel en enkele sportfaciliteiten.
In 2021 telde Babakin 56 inwoners.

## Rhizanthella gardneri
De Rhizanthella gardneri is een zeer weinig voorkomende ondergronds groeiende orchidee die slechts op twee plaatsen te vinden is. De streek tussen Corrigin en Babakin is er een van.

## Transport
De Great Eastern Highway kan via Bruce Rock bereikt worden.

## Galerij

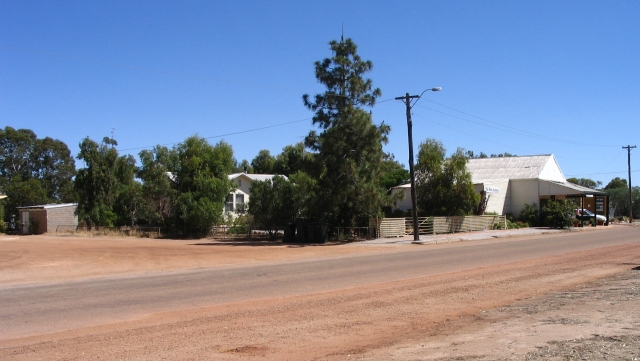
Babakin Store
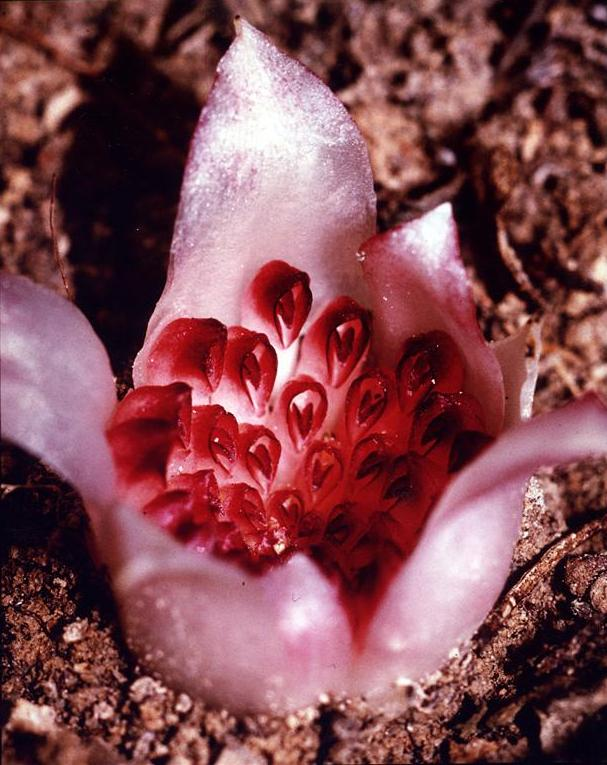
Rhizanthella gardneri

Aldersyde · Amery · Ardath · Arthur River · Baandee · Babakin · Badgingarra · Badjaling · Bailup · Bakers Hill · Balkuling · Ballaying · Ballidu · Beacon · Beenong · Beermullah · Bejoording · Belka · Bencubbin · Bendering · Benjaberring · Beverley · Bilbarin · Bindi Bindi · Bindoon · Bodallin · Bolgart · Bonnie Rock · Boolading · Booraan · Brookton · Bruce Rock · Bullaring · Bullfinch · Bulyee · Bungulla · Buntine · Burakin · Burracoppin · Cadoux · Calingiri · Campion · Caraban · Carrabin · Cataby · Cervantes · Chandler · Chittering · Clackline · Cold Harbour · Congelin · Coomberdale · Copley · Corrigin · Cowcowing · Crossman · Cuballing · Culbin · Cunderdin · Dalwallinu · Dandaragan · Dangin · Darkan · Dattening · Dongolocking · Doodlakine · Dowerin · Dudinin · Dumbleyung · Duranillin · Dwarda · Ejanding · Elabbin · Erikin · Gabbin · Gingin · Goomalling ·  Grass Valley · Greenhills · Guilderton · Gwambygine · Harrismith · Highbury · Hines Hill · Holt Rock · Hyden · Jelcobine · Jennacubbine · Jennapullin · Jitarning · Jurien Bay · Kalannie · Karlgarin · Kellerberrin · Kondinin · Kondut · Koojan · Koolyanobbing · Koorda · Korbel · Korrelocking · Kukerin · Kulin · Kulja · Kulyaling · Kunjin · Kununoppin · Kweda · Kwelkan · Kwolyin · Lancelin · Lake Brown · Lake Grace · Lake King · Ledge Point · Manmanning · Marvel Loch · Meckering · Meenaar · Merredin · Miling · Minnivale · Mogumber · Mokine · Moodiarrup · Mooliabeenee · Moora · Moorine Rock · Moorumbine · Moulyinning · Mount Hardey · Mount Kokeby · Mount Walker · Muchea · Mukinbudin · Muntadgin · Nalya · Nangeenan · Narembeen · Narrogin · New Norcia · Newdegate · Nilgen · Nokaning · North Bannister · Northam · Nukarni · Nungarin · Pantapin · Piawaning · Piesseville · Pingaring · Pingelly · Pithara · Popanyinning · Quairading · Quindanning · Regans Ford · Seabird · Shackleton · Southern Cross · Spencers Brook · Tammin · Tincurrin · Toodyay · Trayning · Varley · Wagin · Walebing · Walgoolan · Wandering · Wannamal · Watheroo · Welbungin · West Dale · West Toodyay · Westonia · Wialki · Wickepin · Wilbinga · Williams · Wongan Hills · Woodridge · Wubin · Wundowie · Wyalkatchem · Yealering · Yelbeni · Yellowdine · Yilliminning · Yerecoin · York · Yorkrakine · Yornaning · Yoting · Youndegin